# USA Baseball
USA Baseball est l'organisme directeur du baseball amateur aux États-Unis. Fondé en 1978, il est membre de la Fédération internationale de baseball et du Comité olympique des États-Unis et a pour responsabilité la sélection de l'équipe des États-Unis de baseball.
Les joueurs choisis par USA Baseball pour représenter les États-Unis dans différentes compétitions internationales sont majoritairement des athlètes amateurs issus des rangs collégiaux et universitaires. Les joueurs professionnels sont souvent écartés, n'étant parfois pas autorisés à participer à certaines compétitions comme la Coupe du monde de baseball (avant 1998), ou encore parce que la saison de la Ligue majeure de baseball entre en conflit avec ces rencontres internationales. Les joueurs des ligues mineures de baseball, qui ont le statut de professionnels, sont parfois sélectionnés. Depuis 2006, les sportifs s'alignant au sein de l'équipe américaine à la Classique mondiale de baseball proviennent souvent de la MLB puisque la compétition est programmée en mars pour éviter un conflit avec le principal championnat de baseball aux États-Unis.
USA Baseball choisit les représentants des États-Unis aux tournois de baseball aux Jeux olympiques. L'organisme est responsable de l'équipe collégiale des États-Unis participant aux College World Series, de la sélection américaine au Tournoi World Port, et chapeaute l'équipe des États-Unis de baseball féminin. Il supervise également la sélection américaine des équipes des moins de 18 ans, moins de 17 ans, moins de 15 ans, moins de 14 ans et moins de 12 ans. Il choisit de plus le vainqueur annuel du Golden Spikes Award, remis depuis 1978 au meilleur baseballeur amateur américain.
Mike Gaski est depuis le 7 janvier 2001 le président du conseil d'administration de USA Baseball.